# Terence O'Neill

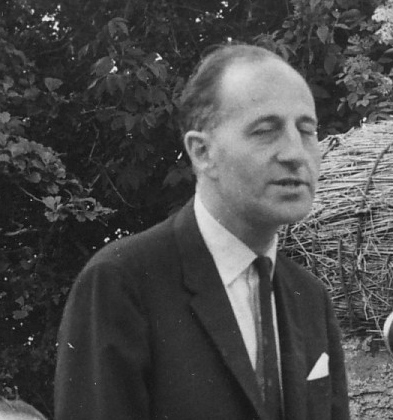
Terence O'Neill

Terence Marne O'Neill, Barón O'Neill del Maine (Condado de Antrim, 10 de septiembre de 1914 - Hampshire, 12 de junio de 1990) fue el cuarto primer ministro de Irlanda del Norte.
En 1963 sucedió a Lord Brookeborough en el puesto de primer ministro. Introdujo nuevas políticas, dirigidas a acabar con la división sectaria en Irlanda del Norte y mejorar las relaciones entre católicos y protestantes. La oposición a estas medidas entre los protestantes era tan grande que, en 1967, un miembro del parlamento que apoyaba a O´Neill fue pateado hasta quedar inconsciente por miembros de la Orden de Orange  Archivado el 1 de enero de 2007 en Wayback Machine..
En su propósito por mejorar las relaciones con los católicos, aprobó algunas de las reivindicaciones de la NICRA a cambio de que cesasen sus manifestaciones. O'Neill, sin embargo, no cambió el sistema de elecciones, uno de los puntos fundamentales de las reivindicaciones de la NICRA, que favorecía a los protestantes y los perpetuaba en el poder. A pesar de ello, la NICRA pospuso sus manifestaciones. Las reformas limitadas no acabaron de satisfacer a la comunidad católica y provocaron un gran malestar entre los lealistas.
En febrero de 1969, O'Neill adelantó las elecciones por la confusión creada dentro del Partido Unionista del Úlster por 10-12 parlamentarios disidentes anti-O'Neill y la dimisión de Brian Faulkner del gobierno de O'Neill.
El electorado votó sobre la base de la dicotomía Pro-O'Neill y Anti-O'Neill, y él mismo sufrió una derrota humillante ante Ian Paisley en su propio distrito electoral. Dimitió como líder del partido y primer ministro en abril de 1969, poco después de los ataques de la UVF contra el suministro de agua de Belfast.
Se retiró de la vida política en enero de 1970. Murió en Hampshire, Inglaterra, el 12 de junio de 1990.
- Datos: Q336512
- Multimedia: Terence O'Neill / Q336512